# Madonna Madre dei Bambini

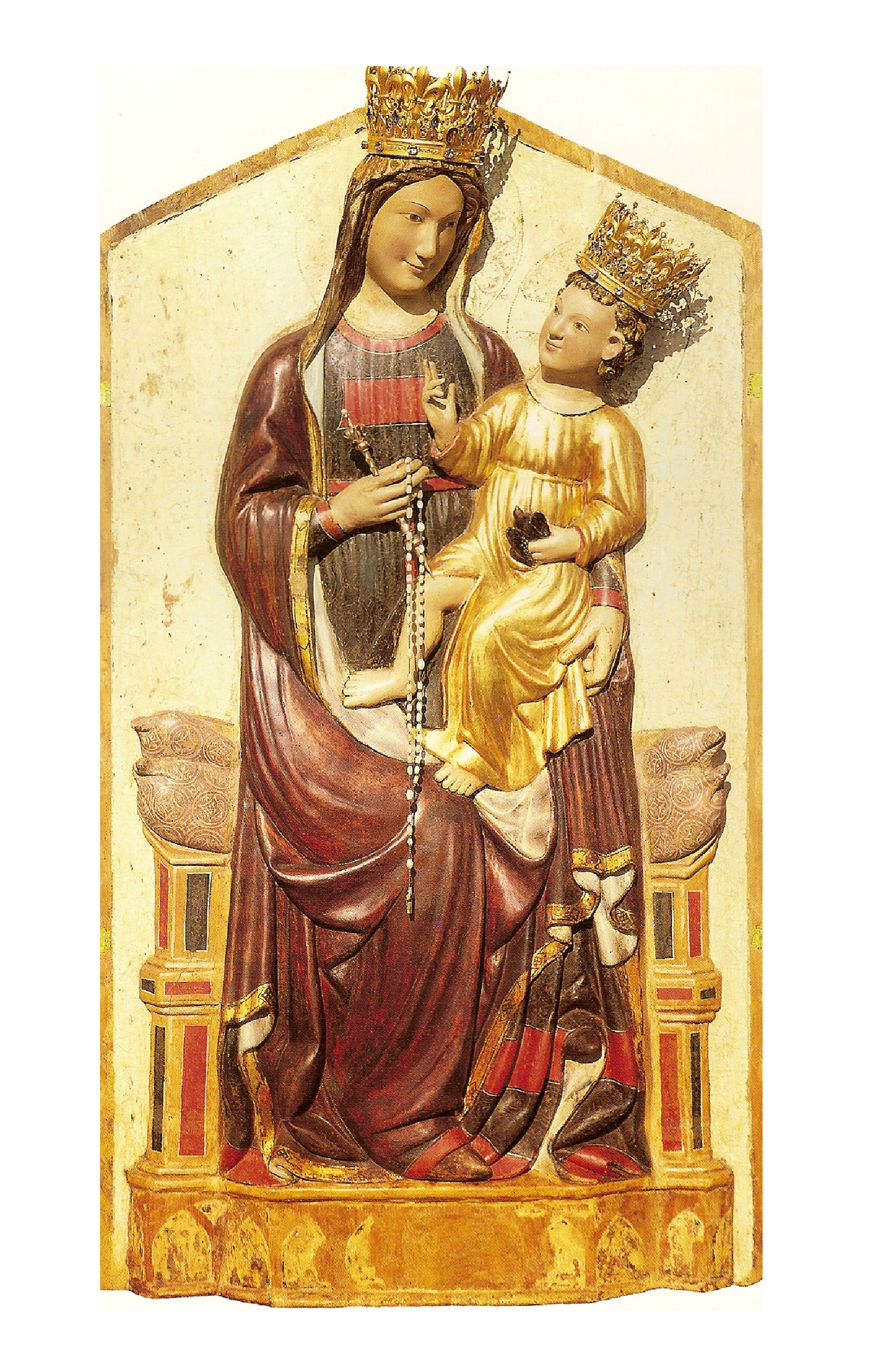
La Madonna Madre dei Bambini

La Madonna Madre dei Bambini è un'immagine di Maria venerata nel santuario della Madre dei Bambini di Cigoli, presso San Miniato.

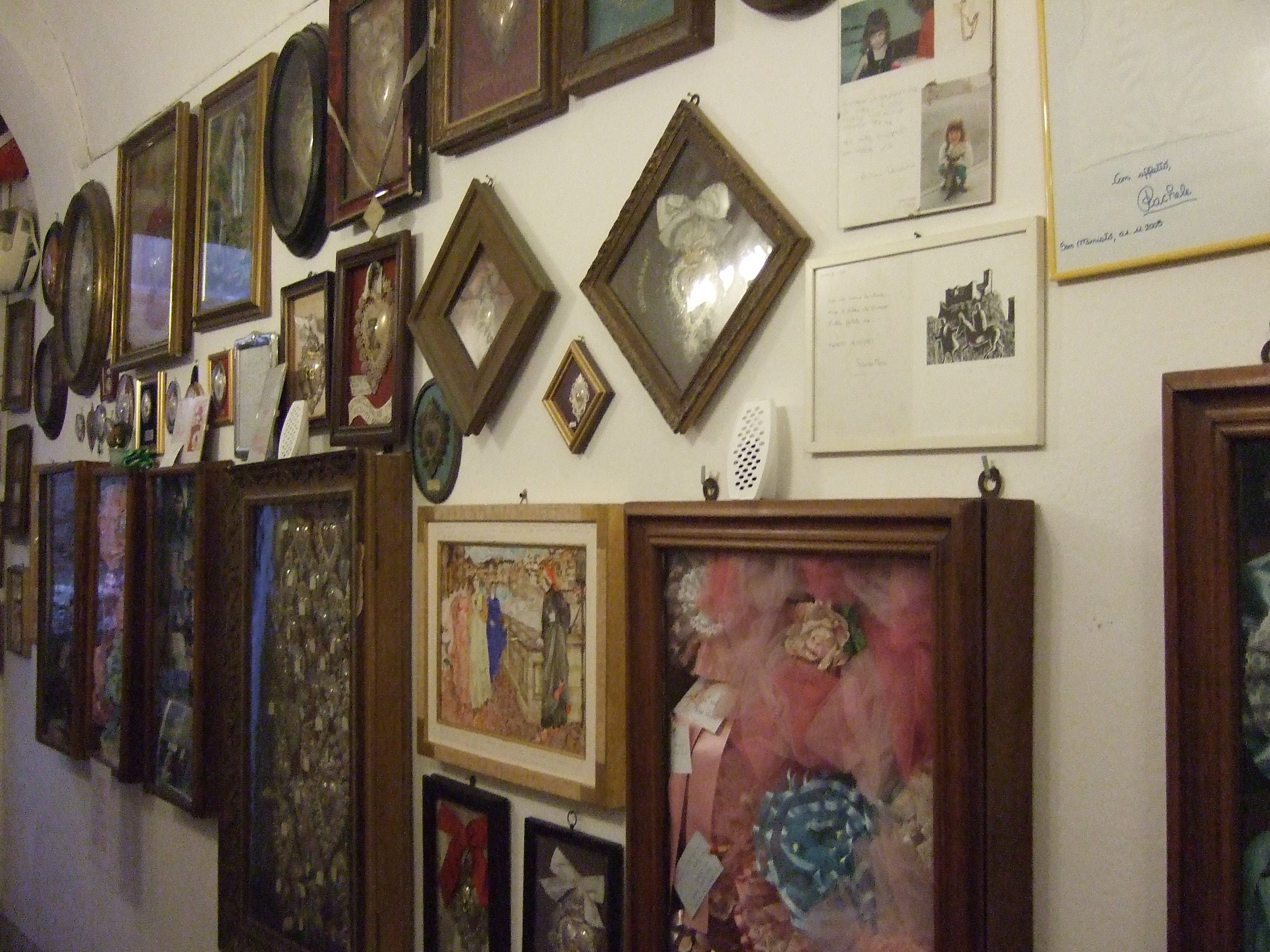
Particolare della Sala degli Ex voto

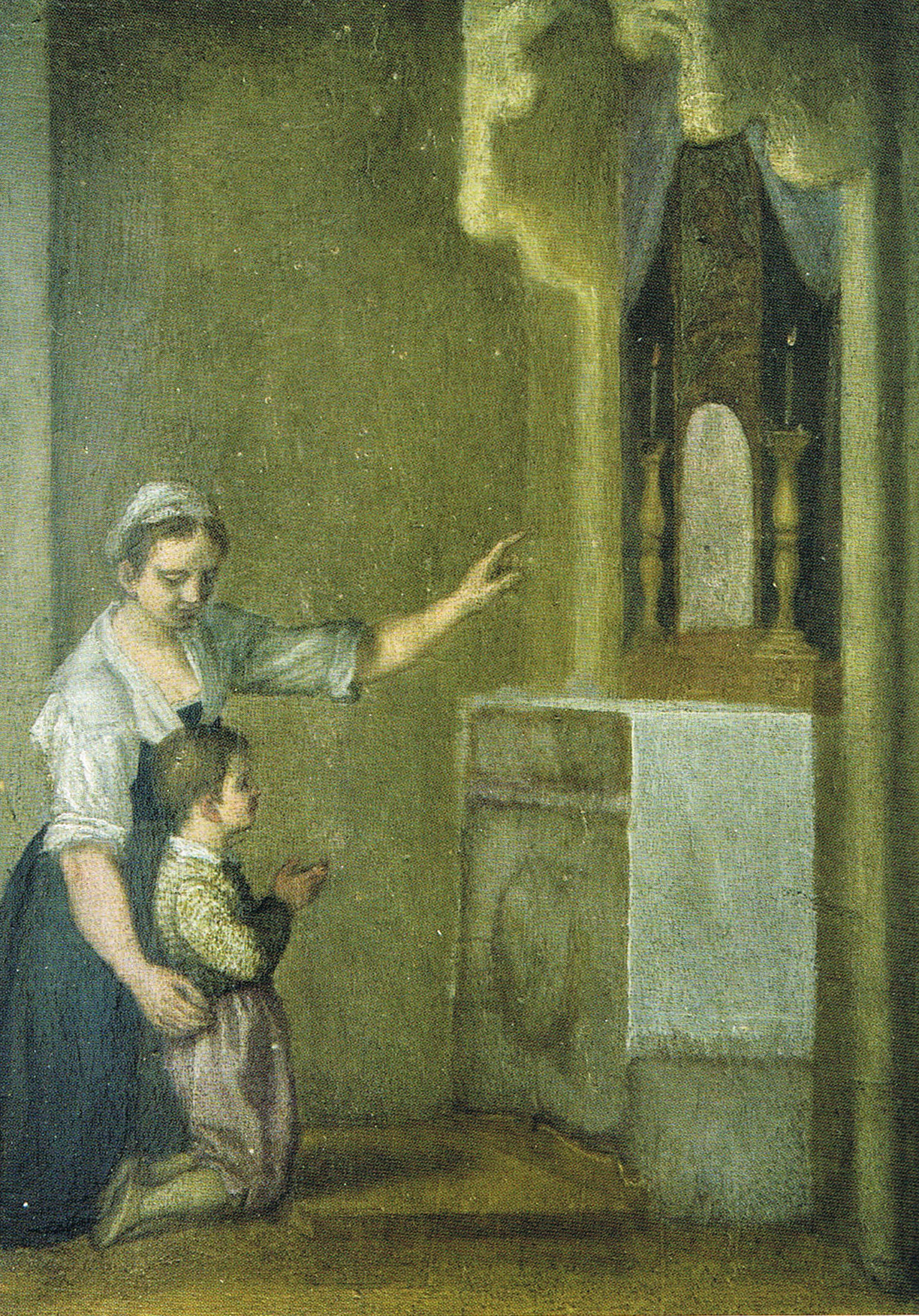
Lodovico Cardi detto "Il Cigoli", Tavoletta votiva, olio su tavola, mm 340x255, 1598 Ex voto

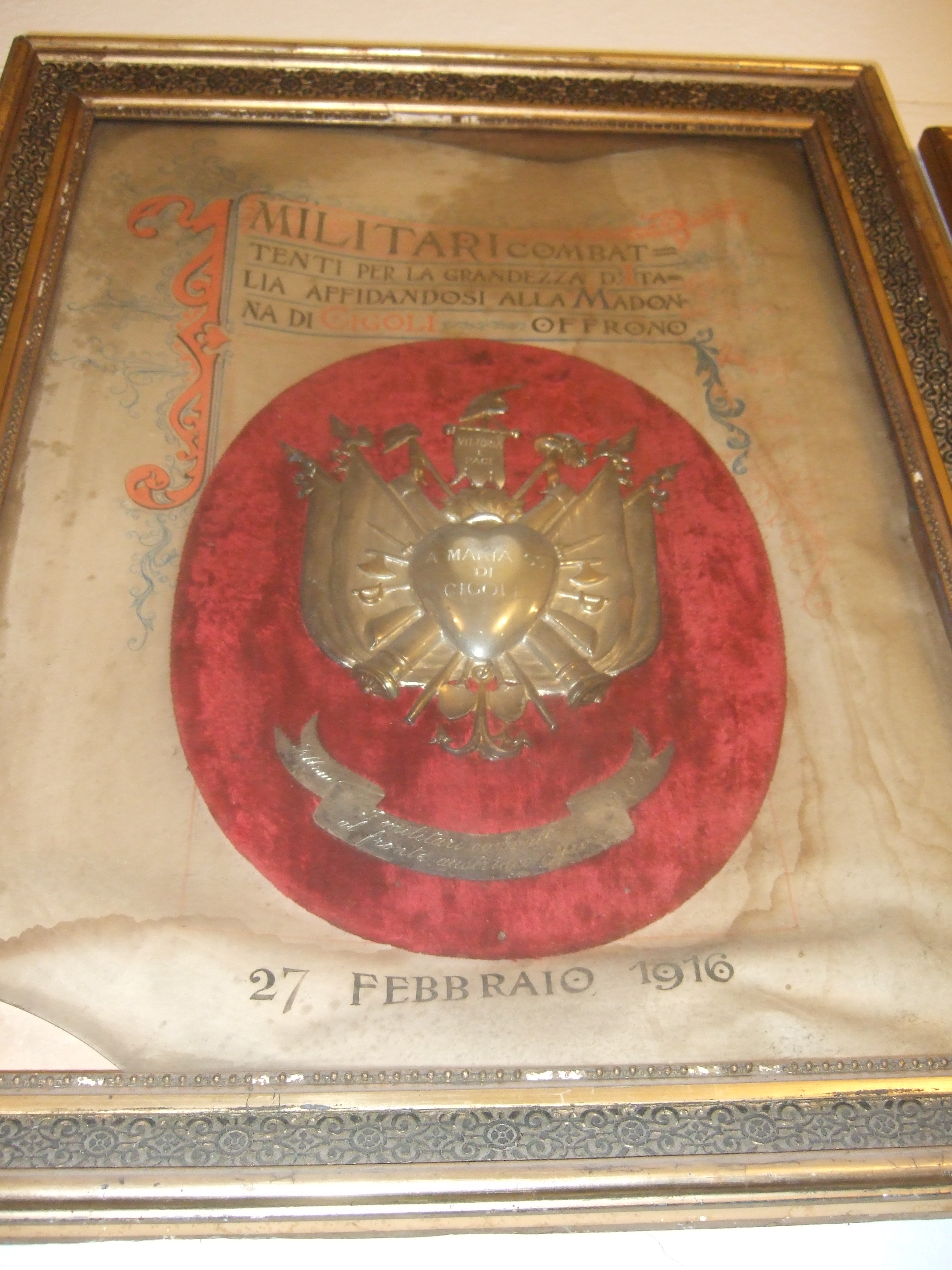
Ex voto di raccomandazione da parte dei militari italiani della I Guerra Mondiale

## Storia
L'origine del culto e della devozione alla Madonna di Cigoli ha inizio fin dal XIII secolo:
le fonti storiche attestano i pellegrinaggi da molti luoghi della Toscana. La venerazione per l'immagine della Madonna è confermata dalla costruzione di una cappella e di un tabernacolo monumentale.
Fra le prime testimonianze di esistenza del culto mariano è l'evento che accadde il 21 luglio del 1317, quando gli abitanti di Cigoli riuscirono facilmente a rientrare in possesso della rocca che era stata conquistata l'anno precedente del signore di Pisa, Uguccione della Faggiuola. Si narra che la Vergine aprì miracolosamente il varco agli assedianti; in segno di riconoscimento alla Madonna furono liberati tutti i prigionieri.

### Il culto nel XIV secolo
La presenza del culto legato nella zona nella seconda metà del secolo XIV, è confermato anche dalla diffusione di alcune analoghe icone a rilievo, che presentavano gli stessi attributi iconografici della Madonna dei Bimbi. Lo scultore Nino Pisano realizzò nel 1370 un'opera molto simile, la Madonna dei Vetturini, destinata alla Chiesa di Santa Maria della Spina.
Nel 1965 nell'archivio della diocesi di Lucca furono rinvenute alcune pergamene, datate 1335, che parlano di “un'immagine della Beata Vergine Maria, in una certa tavola posta in un certo altare, fuori dal coro, (quindi non all'altar maggiore) nella chiesa di San Michele di Ceuli, piviere di Fabbrica, distretto e contado di San Miniato, diocesi di Lucca". Da ciò è possibile evincere che il culto per la Madre dei Bimbi è antecedente al 1335.

### L'evento miracoloso del 1451
Il miracolo del 1451, ricordato nell'affresco del sanminiatese Dilvo Lotti, presente nella cappella della Madonna, attribuì il titolo di "Madre dei Bimbi" e ne incrementò il culto. L'evento miracoloso fu successivamente attestato e riconosciuto della Santa Sede nel 1791 con un documento ufficiale, ancora conservato nell'archivio storico del Santuario.
Il 21 luglio 1451 la Madonna di Cigoli intercesse per riportare in vita un bambino. Secondo il racconto della tradizione, una donna appartenente alla famiglia Mainardi, che viveva nel paese di Treggiaia, la quale aveva perso già due figli, era stata minacciata di morte dal marito, nel caso avessero perso anche il terzo appena nato. Il bambino effettivamente morì, e la donna in preda alla disperazione si recò presso il fiume Roglio, nell'intento di suicidarsi. Lungo le rive del torrente incontrò però una signora "di nobile aspetto" che la dissuase dal porre fine alla propria vita, assicurandole che il bambino sarebbe stato di nuovo in vita. Prima di sparire circondata da una luce, la donna affermò anche di chiamarsi Maria, e di abitare a Cigoli, tra Rocco e Michele (il riferimento è ai santi raffigurati nei dipinti presenti nella chiesa). Tornata a casa, la Mainardi ritrovò in vita il bambino: non riuscì però a rintracciare a Cigoli la misteriosa signora che aveva incontrato al fiume. Allora il preposto degli Umiliati (ordine insediato al castello di Cigoli), appresi i dettagli di quanto era successo, le mostrò l'immagine della Madonna, presente in chiesa: la donna identificò in quella figura la "signora di nobile aspetto". La notizia dell'evento incrementò il culto per l´immagine alla quale, in ricordo di quel gesto di particolare protezione verso i bambini, venne attribuito da allora il titolo di "Madre dei Bambini o Bimbi".

### L'incoronazione della Sacra immagine
Il 13 luglio 1924 avvenne il riconoscimento definitivo del culto, con il conferimento del titolo di Taumaturga all'immagine di Cigoli. Il cardinale Pietro Maffi, arcivescovo di Pisa, insieme ai vescovi di San Miniato, Carlo Falcini, e di Pescia, Angelo Simonetti, in unione con il Capitolo Vaticano, incoronò l'immagine della Madonna con due corone e uno scettro in oro.

## La devozione nei secoli
Tra i devoti al culto alla Vergine di Cingoli, è ricordato da una lapide il Beato Giovanni Colombini, nella cui biografia, opera di Feo Belcari è attestato che nel 1363, venuto a conoscenza dei miracoli ottenuti per intercessione della Madonna, giunse al santuario in pellegrinaggio: “Fecero la via del castello di Cigoli; e quivi con grandissima divozione fu discoperta loro quella graziosa figura di Nostra Donna, alla quale tutti affettuosamente raccomandarono”, e sostò in preghiera, raccomandandosi insieme alla Madre, e con loro tutti gli abitanti della Toscana, in riferimento alle varie guerre che imperversavano allora la regione.
Franco Sacchetti, poeta e scrittore del XIV secolo, cita l'immagine nei suoi scritti, come ricorda una lapide, facendo riferimento alla Sacra immagine anche nella Novella CCXXX attraverso le avventure di Bate: "Lo Bate credette ogni cosa e botossi di non andare più a cena fuori;e botossi e fecesi fare in un sacco di cera co' malandrini d'intorno e mandallo a Cigoli" . In una sua lettera al perugino Jacomo di Conte, sottolineava la fama di cui godeva il Santuario: la Vergine di Cigoli era amata molto già precedentemente all'immagine della SS. Annunziata di Firenze, databile poco oltre la metà del Trecento.
Il filosofo e scrittore Augusto Conti, nato a San Pietro alle Fonti di San Miniato nel 1822, nella sua opera "Evidenza, Amore, Fede" descrivendo una passeggiata con un amico, ricorda la sua visita al Santuario, citando il noto miracolo: ”Entrammo in chiesa, salutammo la benedetta immagine di Maria, alla quale un giorno dell'anno le donne di quelle vicinanze recano i loro figliuoli, perché la pietosa Signora narrasi che risuscitasse il fanciullo ad una povera madre”.
Negli scritti di Giovanni Sercambi di Lucca e del pistoiese Luca Dominici, è documentato che agli inizi del XV secolo un gruppo di quattromila persone, appartenenti al movimento penitenziale laico dei Bianchi (così chiamati per l'abito bianco con cappuccio che indossavano) giunse a Cigoli in seguito alla profezia di due veggenti, le quali sostenevano che se i fedeli si fossero recati in pellegrinaggio alla Madonna di Cigoli, indossando la veste dei Bianchi, avrebbero ottenuto il perdono dei loro peccati.
Nel 1867 la baronessa Elena Sonnino della Rocca scrisse un'opera in versi in onore della Madre dei Bimbi ”d'un insigne miracolo operato dalla Santissima Vergine del rosario che si venera nella Chiesa pievana di San Giovanni”. I Baroni Sonnino e la famiglia Carranza nel 1901 sostenne le spese necessaria per alcune opere nella chiesa. 
Come documentato da un ex-voto, durante la prima guerra mondiale trecentosettantatre soldati del fronte, chiesero la protezione della Madonna e inviarono offerte per al santuario.
Molto numerosi sono ex voto, conservati nel corso dei secoli, che sono custoditi al Museo Diocesano d'arte sacra di San Miniato.
Tra i più preziosi e antichi è quello donato dal pittore e architetto Lodovico Cardi detto "Il Cigoli", il quale, secondo Dilvo Lotti e Anna Matteoli ha reso omaggio alla Madre dei Bimbi con una tavoletta votiva dipinta nel 1598: vi è ritratto il nipote Giovan Battista Cardi assieme alla madre, inginocchiati in preghiera dinnanzi all'immagine della Vergine di Cigoli, chiedendo l'intercessione di Maria Madre dei Bimbi per consentire la guarigione del fanciullo essendo quest'ultimo "nato zoppo" come riporta l'iscrizione presente sulla tavoletta, datata intorno ai primi anni del XX secolo in sostituzione di quella originaria oramai logorata dal tempo ma ritrovata da Anna Matteoli in un manoscritto conservato nell'archivio dell'Accademia degli Euteleti di San Miniato: "Gio:Batta di Ulivieri di Battista Ulivieri di Francesco Nanni di Cecco di Ciardo, essendo nato zoppo di anni 4 fu votato alla Madonna di Cigoli a di 20 agosto fu liberato per sua grazia. A.D. MDIIC"
Un'altra parte di questi oggetti è custodita nella "Sala degli ex voto", locale adiacente al Santuario. In un quadretto votivo, risalente al 1933, molto ben conservato, è ritratto il miracolo operato dalla Vergine Maria di Cigoli verso Martino Estratti, un piccolo bimbo che abitava nel Borgo assieme alla famiglia, il quale affacciandosi alla finestra era precipitato da molti metri di altezza, e rimase incolume grazie all'intercessione della Madre dei Bimbi. Tra le tavolette votive più recenti, è presente anche quella donata dal Cardinale Pietro Maffi, in riconoscenza alla Madonna di Cigoli nel 1929.

## Il furto e la restituzione del 1986
A causa di un incendio provocato dalla caduta di un fulmine sul Santuario nella notte del 31 dicembre 1979, l'immagine della Madre dei Bimbi fu gravemente danneggiata dall'azione del fumo e delle fiamme. Durante il delicato restauro ad opera della Sovrintendenza dei Beni Culturali di Pisa, era stata riportata al Santuario di Cigoli in occasione della festa annuale il 13 luglio 1980, ma nella notte tra il 17 e il 18 luglio fu trafugata. Dopo sei anni fu restituita perfettamente restaurata, in seguito alla conversione degli autori del furto: "Fino a quel pomeriggio inoltrato del 6 dicembre 1986, pieno di nebbia, quando qualcuno suonò alla porta della canonica. Don Taddei smette di imbiancare e va ad aprire".
L'episodio è raffigurato nella Pala della Restituzione, che il pittore Luca Macchi (allievo del Maestro Dilvo Lotti) ha riprodotto dal 2009 al 2011 e collocata sulla prima delle tre pareti della navata dedicata alla Madre dei Bimbi.
Nel ricordo di tali avvenimenti, ogni anno, dal 6 dicembre 1986, nei giorni del 6, 7 e 8 dicembre, il Santuario e la parrocchia di Cigoli danno vita ad una serie di eventi per commemorare la restituzione della Sacra Immagine di Maria Madre dei Bimbi, attraverso la tradizionale processione per le vie di Cigoli nel giorno dell'Immacolata Concezione.
La venerazione verso la Vergine Santissima di Cigoli è tutt'oggi assai viva, con celebrazioni liturgiche e processioni. Numerosi sono i pellegrinaggi, anche di fedeli che percorrono la via francigena.

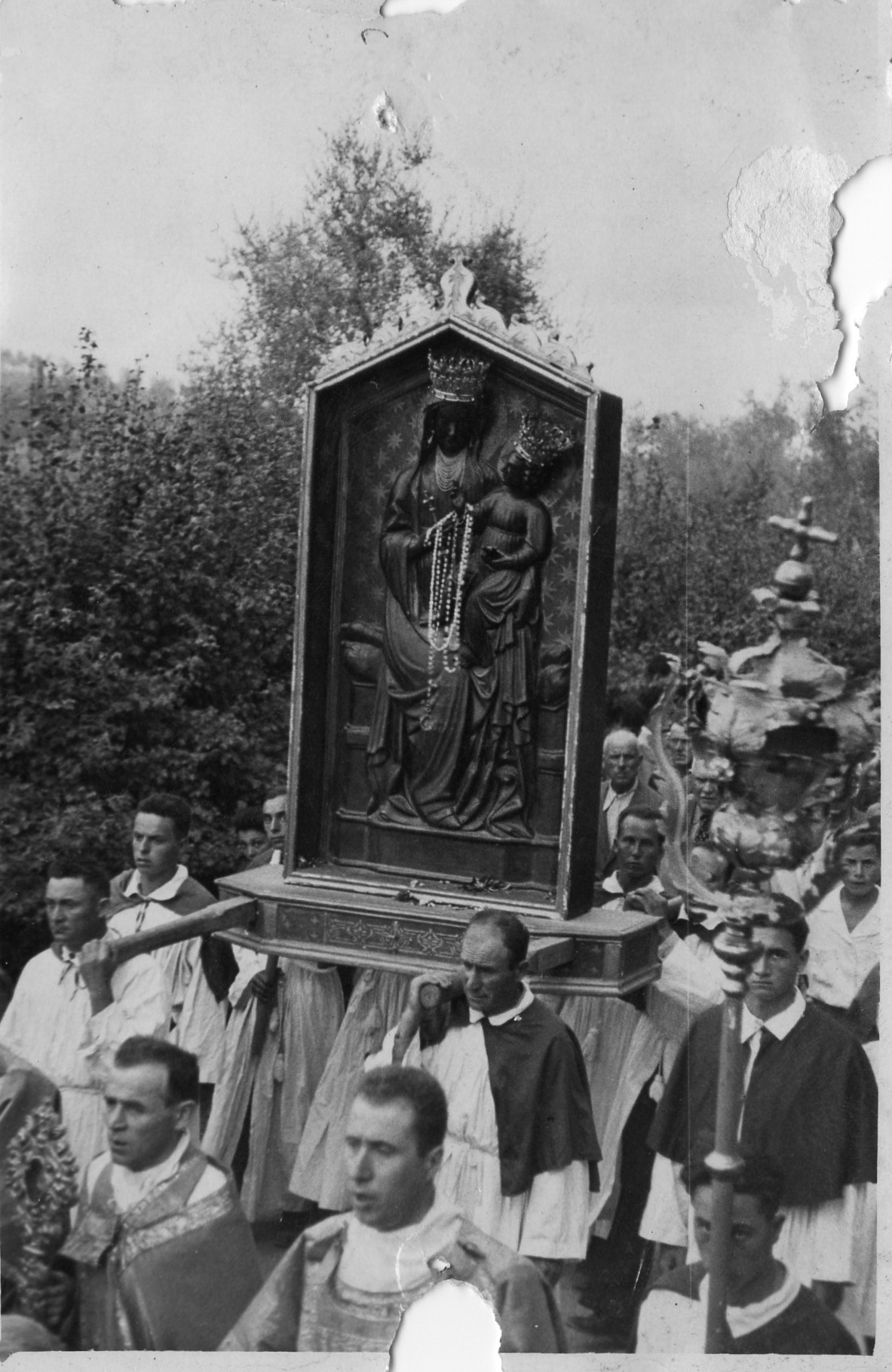
Processione del 21 luglio risalente ai primi anni del 1900
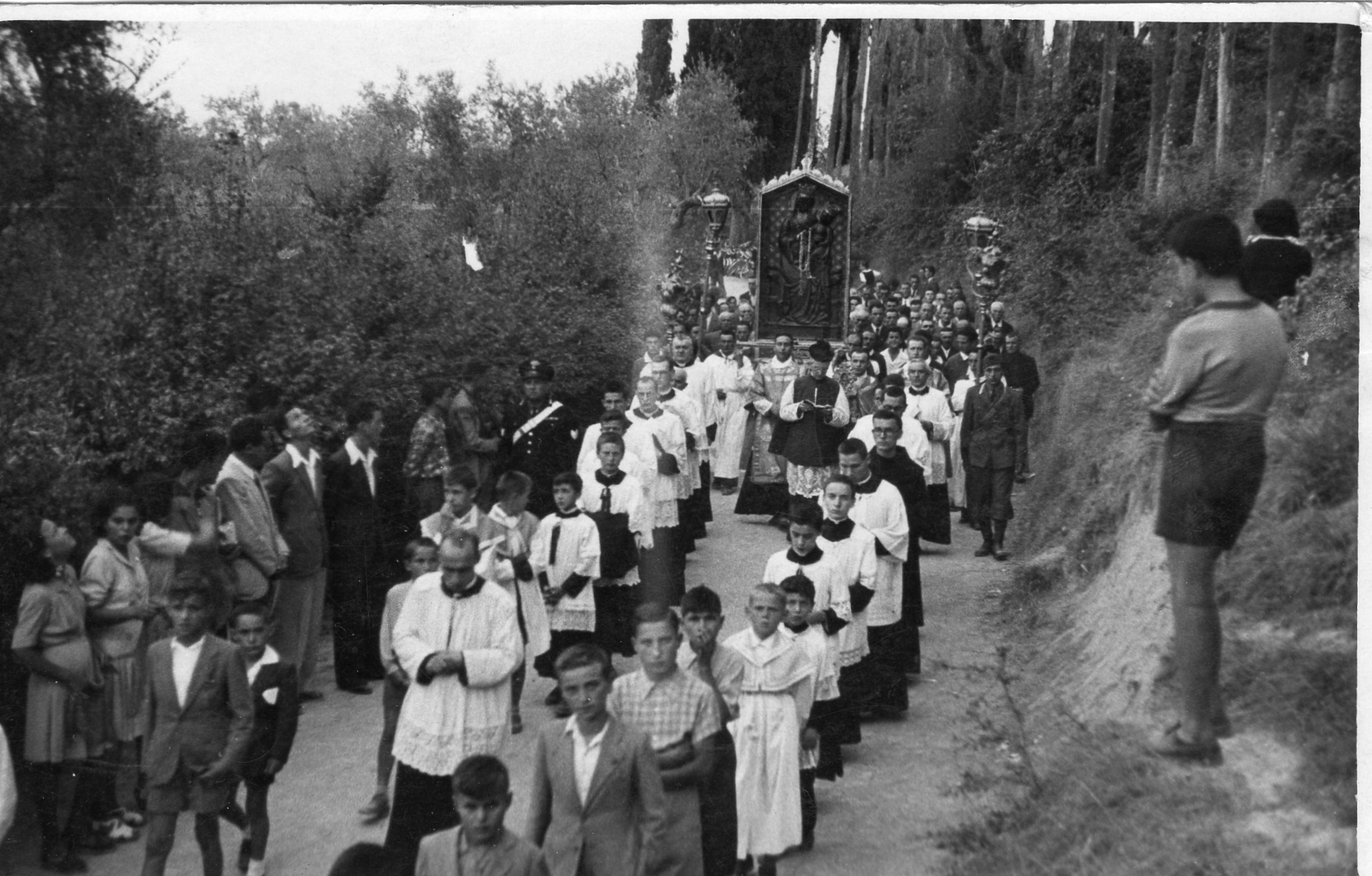
Processione del 21 luglio, anni '30
Processione del 21 luglio risalente a metà anni '50
Processione del 21 luglio risalente alla fine degli anni '70
Processione del 21 luglio, anni '80